# Cheng Kang
 (mai 2017).
Si vous disposez d'ouvrages ou d'articles de référence ou si vous connaissez des sites web de qualité traitant du thème abordé ici, merci de compléter l'article en donnant les références utiles à sa vérifiabilité et en les liant à la section « Notes et références ».
Dans ce nom chinois, le nom de famille, Cheng, précède le nom personnel.
Cheng Kang (autres orthographes : Chin Kong, Ching Kong, Cheng Gang, nom et prénom étant parfois indiqués dans l'ordre occidental) est un scénariste et réalisateur hongkongais. Il est le père de Ching Siu-tung.
Né en 1924 dans la province d'Anhui, il rejoint une troupe de théâtre et commence à écrire en 1942. Il est d'abord actif dans les cinémas en cantonais et en amoy (en) avant de signer un contrat avec la Shaw Brothers en 1962. Il remporte divers prix avec Les 14 Amazones en 1972. Il tourne aussi en tant qu'acteur dans une poignée de films.

## Filmographie
Scénariste
- 1965 : Sons of Good Earth
- 1966 : The Monkey Goes West
- 1966 : Princess Iron Fan

Réalisateur
- 1972 : Les 14 Amazones
- 1972 : Les Maîtres de l'épée

Acteur
- 1972 : The House of 72 Tenants

## Récompense
- 1973 : Prix du meilleur réalisateur au Golden Horse Film Festival pour Les 14 Amazones